# Молодіжний чемпіонат світу з футболу 2009
Молодіжний чемпіонат світу з футболу 2009 року (англ. 2009 FIFA U-20 World Cup) — 17-ий розіграш молодіжного чемпіонату світу, що проходив з 24 вересня по 16 жовтня у Єгипті на семи стадіонах у п'яти містах: Каїр, Александрія, Порт-Саїд, Суец і Ісмаїлія. Турнір спочатку мав пройти з 10 по 31 липня, однак через інший турнір під егідою ФІФА, Кубок конфедерацій, молодіжний і юнацький чемпіонати світу були зміщені на другу половину року. 
Переможцем турніру стала збірна Гани, яка у фіналі обіграла Бразилію в серії пенальті, ставши першою африканською командою, що виграла турнір.

## Стадіони
| Каїр                                                                        | Каїр                                                                        | Каїр                                                                        | Каїр                                                                        | Каїр                                                                        | Каїр                                                                        | Александрія                                                                 | Александрія                                                                 | Александрія                                                                 | Александрія                                                                 | Александрія                                                                 | Александрія                                                                 |
| --------------------------------------------------------------------------- | --------------------------------------------------------------------------- | --------------------------------------------------------------------------- | --------------------------------------------------------------------------- | --------------------------------------------------------------------------- | --------------------------------------------------------------------------- | --------------------------------------------------------------------------- | --------------------------------------------------------------------------- | --------------------------------------------------------------------------- | --------------------------------------------------------------------------- | --------------------------------------------------------------------------- | --------------------------------------------------------------------------- |
| Каїрський міжнародний стадіон Місткість: 75,000                             | Каїрський міжнародний стадіон Місткість: 75,000                             | Каїрський міжнародний стадіон Місткість: 75,000                             | Аль-Салам Місткість: 30,000                                                 | Аль-Салам Місткість: 30,000                                                 | Аль-Салам Місткість: 30,000                                                 | Борг-ель-Араб Місткість: 86,000                                             | Борг-ель-Араб Місткість: 86,000                                             | Борг-ель-Араб Місткість: 86,000                                             | Харас Ель-Ходуд Місткість: 22,000                                           | Харас Ель-Ходуд Місткість: 22,000                                           | Харас Ель-Ходуд Місткість: 22,000                                           |
| 30°04′08.8″ пн. ш. 31°18′44.4″ сх. д. / 30.069111° пн. ш. 31.312333° сх. д. | 30°04′08.8″ пн. ш. 31°18′44.4″ сх. д. / 30.069111° пн. ш. 31.312333° сх. д. | 30°04′08.8″ пн. ш. 31°18′44.4″ сх. д. / 30.069111° пн. ш. 31.312333° сх. д. | 30°10′28.2″ пн. ш. 31°26′06.0″ сх. д. / 30.174500° пн. ш. 31.435000° сх. д. | 30°10′28.2″ пн. ш. 31°26′06.0″ сх. д. / 30.174500° пн. ш. 31.435000° сх. д. | 30°10′28.2″ пн. ш. 31°26′06.0″ сх. д. / 30.174500° пн. ш. 31.435000° сх. д. | 30°59′57.7″ пн. ш. 29°43′46.0″ сх. д. / 30.999361° пн. ш. 29.729444° сх. д. | 30°59′57.7″ пн. ш. 29°43′46.0″ сх. д. / 30.999361° пн. ш. 29.729444° сх. д. | 30°59′57.7″ пн. ш. 29°43′46.0″ сх. д. / 30.999361° пн. ш. 29.729444° сх. д. | 31°09′03.4″ пн. ш. 29°50′54.4″ сх. д. / 31.150944° пн. ш. 29.848444° сх. д. | 31°09′03.4″ пн. ш. 29°50′54.4″ сх. д. / 31.150944° пн. ш. 29.848444° сх. д. | 31°09′03.4″ пн. ш. 29°50′54.4″ сх. д. / 31.150944° пн. ш. 29.848444° сх. д. |
|                                                                             |                                                                             |                                                                             |                                                                             |                                                                             |                                                                             |                                                                             |                                                                             |                                                                             |                                                                             |                                                                             |                                                                             |
| Каїр Александрія Суец Порт-Саїд Ісмаїлія                                    |                                                                             |                                                                             |                                                                             |                                                                             |                                                                             |                                                                             |                                                                             |                                                                             |                                                                             |                                                                             |                                                                             |
| Александрія                                                                 | Александрія                                                                 | Александрія                                                                 | Суец                                                                        | Суец                                                                        | Суец                                                                        | Порт-Саїд                                                                   | Порт-Саїд                                                                   | Порт-Саїд                                                                   | Ісмаїлія                                                                    | Ісмаїлія                                                                    | Ісмаїлія                                                                    |
| Александрія Місткість: 13,660                                               | Александрія Місткість: 13,660                                               | Александрія Місткість: 13,660                                               | Міжнародний стадіон Мубарака Місткість: 45,000                              | Міжнародний стадіон Мубарака Місткість: 45,000                              | Міжнародний стадіон Мубарака Місткість: 45,000                              | Порт-Саїд Місткість: 17,988                                                 | Порт-Саїд Місткість: 17,988                                                 | Порт-Саїд Місткість: 17,988                                                 | Ісмаїлія Місткість: 18,525                                                  | Ісмаїлія Місткість: 18,525                                                  | Ісмаїлія Місткість: 18,525                                                  |
| 31°11′50″ пн. ш. 29°54′48″ сх. д. / 31.19722° пн. ш. 29.91333° сх. д.       | 31°11′50″ пн. ш. 29°54′48″ сх. д. / 31.19722° пн. ш. 29.91333° сх. д.       | 31°11′50″ пн. ш. 29°54′48″ сх. д. / 31.19722° пн. ш. 29.91333° сх. д.       | 29°57′44.8″ пн. ш. 32°34′06.5″ сх. д. / 29.962444° пн. ш. 32.568472° сх. д. | 29°57′44.8″ пн. ш. 32°34′06.5″ сх. д. / 29.962444° пн. ш. 32.568472° сх. д. | 29°57′44.8″ пн. ш. 32°34′06.5″ сх. д. / 29.962444° пн. ш. 32.568472° сх. д. | 31°16′16.8″ пн. ш. 32°17′29.1″ сх. д. / 31.271333° пн. ш. 32.291417° сх. д. | 31°16′16.8″ пн. ш. 32°17′29.1″ сх. д. / 31.271333° пн. ш. 32.291417° сх. д. | 31°16′16.8″ пн. ш. 32°17′29.1″ сх. д. / 31.271333° пн. ш. 32.291417° сх. д. | 30°36′03.7″ пн. ш. 32°16′25.5″ сх. д. / 30.601028° пн. ш. 32.273750° сх. д. | 30°36′03.7″ пн. ш. 32°16′25.5″ сх. д. / 30.601028° пн. ш. 32.273750° сх. д. | 30°36′03.7″ пн. ш. 32°16′25.5″ сх. д. / 30.601028° пн. ш. 32.273750° сх. д. |
|                                                                             |                                                                             |                                                                             |                                                                             |                                                                             |                                                                             |                                                                             |                                                                             |                                                                             |                                                                             |                                                                             |                                                                             |

## Кваліфікація
Єгипет автоматично отримав місце у фінальному турнірі на правах господаря. Решта 23 учасники визначилися за підсумками 6-ти молодіжних турнірів, що проводяться кожною Конфедерацією, що входить до ФІФА.
| Конфедерація | Турнір                                      | Збірні                                         |
| ------------ | ------------------------------------------- | ---------------------------------------------- |
| АФК          | Юнацький (U-19) кубок Азії 2008             | Австралія Південна Корея ОАЕ Узбекистан        |
| КАФ          | Юнацький (U-20) чемпіонат Африки 2009       | Камерун Гана Нігерія ПАР                       |
| КОНКАКАФ     | Молодіжний чемпіонат КОНКАКАФ 2009          | Коста-Рика Гондурас Тринідад і Тобаго США      |
| КОНМЕБОЛ     | Молодіжний чемпіонат Південної Америки 2009 | Бразилія Парагвай Уругвай Венесуела1           |
| ОФК          | Молодіжний чемпіонат ОФК 2008               | Таїті1                                         |
| УЄФА         | Юнацький чемпіонат Європи (U-19) 2008       | Чехія Англія Німеччина Угорщина Італія Іспанія |
| Господар     | Господар                                    | Єгипет                                         |

1.↑  Дебютант молодіжних чемпіонатів світу.

## Арбітри
| Конфедерація | Головний арбітр                     | Асистенти                                                           |
| ------------ | ----------------------------------- | ------------------------------------------------------------------- |
| АФК          | Юїті Нісімура (Японія)              | Тору Сагара (Японія) Йон Хе Сан (Південна Корея)                    |
| АФК          | Субхіддін Мохд Саллех, Малайзія     | Mu Yuxin (Китай) Таном Борікут (Таїланд)                            |
| КАФ          | Мохамед Бенуза (Алжир)              | Нассер Абдель Набі (Єгипет) Ангесом Огбамаріам (Еритрея)            |
| КАФ          | Коффі Коджія (Бенін)                | Алексіс Фассінау (Бенін) Дезіре Гахунгу (Бурунді)                   |
| КАФ          | Коман Кулібалі (Малі)               | Аюба Аруна (Гана) Редуан Ачік (Марокко)                             |
| КАФ          | Едді Має (Сейшели)                  | Бечір Хассані (Туніс) Еваріст Менкуанде (Камерун)                   |
| КОНКАКАФ     | Хоель Агілар (Сальвадор)            | Вільям Торрес (Сальвадор) Хуан Зумба (Сальвадор)                    |
| КОНКАКАФ     | Марко Родрігес (Мексика)            | Хосе Луїс Камарго (Мексика) Альберто Морін (Мексика)                |
| КОНМЕБОЛ     | Ектор Бальдассі (Аргентина)         | Рікардо Касас (Аргентина) Ернан Майдана (Аргентина)                 |
| КОНМЕБОЛ     | Оскар Руїс (Колумбія)               | Абрахам Гонсалес (Колумбія) Умберто Клавіхо (Колумбія)              |
| КОНМЕБОЛ     | Хорхе Ларріонда (Уругвай)           | Пабло Фандіньйо (Уругвай) Маурісіо Еспіноса (Уругвай)               |
| ОФК          | Пітер О'Лірі (Нова Зеландія)        | Брент Бест (Нова Зеландія) Метью Таро (Соломонові острови)          |
| УЄФА         | Томас Айнваллер (Австрія)           | Роланд Гейм (Австрія) Норберт Шваб (Австрія)                        |
| УЄФА         | Франк Де Блекере (Бельгія)          | Петер Херманс (Бельгія) Вальтер Вроманс (Бельгія)                   |
| УЄФА         | Іван Бебек (Хорватія)               | Томислав Петрович (Хорватія) Томислав Сетка (Хорватія)              |
| УЄФА         | Роберто Розетті (Італія)            | Паоло Кальканьйо (Італія) Стефано Айролді (Італія)                  |
| УЄФА         | Олегаріу Бенкеренса (Португалія)    | Жозе Кардінал (Португалія) Бертіну Міранда (Португалія)             |
| УЄФА         | Альберто Ундіано Мальєнко (Іспанія) | Фермін Мартінес Ібанес (Іспанія) Хуан Карлос Юсте Хіменес (Іспанія) |

## Склади
Команди мали подати заявку з 21 гравця (троє з яких — воротарі). У турнірі могли взяти участь гравці, що народились після 1 січня 1989 року.

## Жеребкування
Команди розподілялися по чотирьох кошиках на основі географічного принципу. У кошику 1 були п'ять африканських команд і Бразилія; Кошик 2 містив інші команди з Америки; Кошик 3 складався з команд з Азії та Океанії та решти команд КОНКАКАФ; Кошик 4 складався з команд європейської конфедерації.
Жеребкування групових етапів відбулося 5 квітня 2009 року в Луксорському храмі .
| Кошик 1                                             | Кошик 2                                            | Кошик 3                                                         | Кошик 4                                                 |
| --------------------------------------------------- | -------------------------------------------------- | --------------------------------------------------------------- | ------------------------------------------------------- |
| Єгипет (господар) Гана Камерун Нігерія ПАР Бразилія | Парагвай Уругвай Венесуела Коста-Рика США Гондурас | ОАЕ Південна Корея Узбекистан Австралія Тринідад і Тобаго Таїті | Німеччина (seeded) Італія Чехія Угорщина Іспанія Англія |

## Груповий етап

### Група A
| Поз | Команда           | І | В | Н | П | ГЗ | ГП | РГ | О | Кваліфікація    |
| --- | ----------------- | - | - | - | - | -- | -- | -- | - | --------------- |
| 1   | Єгипет            | 3 | 2 | 0 | 1 | 9  | 5  | +4 | 6 | Вихід в плей-оф |
| 2   | Парагвай          | 3 | 1 | 2 | 0 | 2  | 1  | +1 | 5 | Вихід в плей-оф |
| 3   | Італія            | 3 | 1 | 1 | 1 | 4  | 5  | −1 | 4 | Вихід в плей-оф |
| 4   | Тринідад і Тобаго | 3 | 0 | 1 | 2 | 2  | 6  | −4 | 1 |                 |

| 24 вересня 2009 20:00 UTC+2 |

| Єгипет                                  | 4–1      | Тринідад і Тобаго |
| --------------------------------------- | -------- | ----------------- |
| Афрото 30' Арафат 51', 90+3' Талаат 59' | Протокол | Роршфор 36'       |

| Борг-ель-Араб, Александрія Глядачів: 74,000 Арбітр: Франк Де Блекере (Бельгія) |

| 25 вересня 2009 16:00 UTC+2 |

| Парагвай | 0–0      | Італія |
| -------- | -------- | ------ |
|          | Протокол |        |

| Каїрський міжнародний стадіон, Каїр Глядачів: 4,628 Арбітр: Субхіддін Мохд Саллех, Малайзія |

| 28 вересня 2009 18:45 UTC+2 |

| Італія                               | 2–1      | Тринідад і Тобаго |
| ------------------------------------ | -------- | ----------------- |
| Альбертацці 39' Раджо Гарібальді 78' | Протокол | Кларенс 67'       |

| Каїрський міжнародний стадіон, Каїр Глядачів: 57,164 Арбітр: Пітер О'Лірі (Нова Зеландія) |

| 28 вересня 2009 21:30 UTC+2 |

| Єгипет     | 1–2      | Парагвай                     |
| ---------- | -------- | ---------------------------- |
| Афрото 38' | Протокол | Сантандер 27' Паніагуа 90+4' |

| Каїрський міжнародний стадіон, Каїр Глядачів: 57,164 Арбітр: Іван Бебек (Хорватія) |

| 1 жовтня 2009 21:30 UTC+2 |

| Тринідад і Тобаго | 0–0      | Парагвай |
| ----------------- | -------- | -------- |
|                   | Протокол |          |

| Аль-Салам Глядачів: 7,220 Арбітр: Едді Має (Сейшели) |

| 1 жовтня 2009 21:30 UTC+2 |

| Італія                     | 2–4      | Єгипет                         |
| -------------------------- | -------- | ------------------------------ |
| Еусепі 29' Альбертацці 53' | Протокол | Шукрі 23', 45+1' Богі 70', 80' |

| Каїрський міжнародний стадіон, Каїр Глядачів: 63,674 Арбітр: Марко Родрігес (Мексика) |

### Група B
| Поз | Команда   | І | В | Н | П | ГЗ | ГП | РГ  | О | Кваліфікація    |
| --- | --------- | - | - | - | - | -- | -- | --- | - | --------------- |
| 1   | Іспанія   | 3 | 3 | 0 | 0 | 13 | 0  | +13 | 9 | Вихід в плей-оф |
| 2   | Венесуела | 3 | 2 | 0 | 1 | 9  | 3  | +6  | 6 | Вихід в плей-оф |
| 3   | Нігерія   | 3 | 1 | 0 | 2 | 5  | 3  | +2  | 3 | Вихід в плей-оф |
| 4   | Таїті     | 3 | 0 | 0 | 3 | 0  | 21 | −21 | 0 |                 |

| 25 вересня 2009 18:45 UTC+2 |

| Нігерія | 0–1      | Венесуела      |
| ------- | -------- | -------------- |
|         | Протокол | Дель Валлє 45' |

| Аль-Салам Глядачів: 10,540 Арбітр: Роберто Розетті (Італія) |

| 25 вересня 2009 21:30 UTC+2 |

| Іспанія                                                          | 8–0      | Таїті |
| ---------------------------------------------------------------- | -------- | ----- |
| Аарон 11', 15' Нсуе 17', 32' Меріда 74' Кіке 79', 86' Еррера 89' | Протокол |       |

| Аль-Салам Глядачів: 10,540 Арбітр: Мохамед Бенуза (Алжир) |

| 28 вересня 2009 16:00 UTC+2 |

| Нігерія | 0–2      | Іспанія                |
| ------- | -------- | ---------------------- |
|         | Протокол | Меріда 33', 83' (пен.) |

| Аль-Салам Глядачів: 7,955 Арбітр: Франк Де Блекере (Бельгія) |

| 28 вересня 2009 18:45 UTC+2 |

| Таїті | 0–8      | Венесуела                                                                      |
| ----- | -------- | ------------------------------------------------------------------------------ |
|       | Протокол | Рондон 4', 27' (пен.), 90+2' Веласкес 19' Рохас 72' Дель Валлє 78', 88', 90+1' |

| Аль-Салам Глядачів: 7,955 Арбітр: Субхіддін Мохд Саллех, Малайзія |

| 1 жовтня 2009 18:45 UTC+2 |

| Венесуела | 0–3      | Іспанія                                |
| --------- | -------- | -------------------------------------- |
|           | Протокол | Парехо 12' Аарон 26' (пен.) Еррера 77' |

| Аль-Салам Глядачів: 7,220 Арбітр: Хоель Агілар (Сальвадор) |

| 1 жовтня 2009 18:45 UTC+2 |

| Таїті | 0–5      | Нігерія                                                |
| ----- | -------- | ------------------------------------------------------ |
|       | Протокол | Обіора 15' Едет 24' Фатаї 34' Орелесі 45+1' Адеджо 90' |

| Каїрський міжнародний стадіон, Каїр Глядачів: 63,674 Арбітр: Томас Айнваллер (Австрія) |

### Група C
| Поз | Команда        | І | В | Н | П | ГЗ | ГП | РГ | О | Кваліфікація    |
| --- | -------------- | - | - | - | - | -- | -- | -- | - | --------------- |
| 1   | Німеччина      | 3 | 2 | 1 | 0 | 7  | 1  | +6 | 7 | Вихід в плей-оф |
| 2   | Південна Корея | 3 | 1 | 1 | 1 | 4  | 3  | +1 | 4 | Вихід в плей-оф |
| 3   | США            | 3 | 1 | 0 | 2 | 4  | 7  | −3 | 3 |                 |
| 4   | Камерун        | 3 | 1 | 0 | 2 | 3  | 7  | −4 | 3 |                 |

| 26 вересня 2009 16:00 UTC+2 |

| США | 0–3      | Німеччина                                  |
| --- | -------- | ------------------------------------------ |
|     | Протокол | Айділек 30' (пен.) Юнгвірт 32' Шаффлер 72' |

| Міжнародний стадіон Мубарака, Суец Глядачів: 25,000 Арбітр: Юїті Нісімура (Японія) |

| 26 вересня 2009 18:45 UTC+2 |

| Камерун           | 2–0      | Південна Корея |
| ----------------- | -------- | -------------- |
| Еффа 19' Тіко 64' | Протокол |                |

| Міжнародний стадіон Мубарака, Суец Глядачів: 25,000 Арбітр: Ектор Бальдассі (Аргентина) |

| 29 вересня 2009 16:00 UTC+2 |

| Південна Корея | 1–1      | Німеччина       |
| -------------- | -------- | --------------- |
| Кім Мін У 71'  | Протокол | Сукута-Пасу 32' |

| Міжнародний стадіон Мубарака, Суец Глядачів: 28,000 Арбітр: Оскар Руїс (Колумбія) |

| 29 вересня 2009 18:45 UTC+2 |

| США                                         | 4–1      | Камерун       |
| ------------------------------------------- | -------- | ------------- |
| Аргес 45+1' Тейлор 47' Дука 66' Овнбі 90+1' | Протокол | Яя 75' (пен.) |

| Міжнародний стадіон Мубарака, Суец Глядачів: 28,000 Арбітр: Хорхе Ларріонда (Уругвай) |

| 2 жовтня 2009 18:45 UTC+2 |

| Німеччина                              | 3–0      | Камерун |
| -------------------------------------- | -------- | ------- |
| Сукута-Пасу 41' Айділек 58' Голтбі 70' | Протокол |         |

| Ісмаїлія, Ісмаїлія Глядачів: 11,000 Арбітр: Юїті Нісімура (Японія) |

| 2 жовтня 2009 18:45 UTC+2 |

| Південна Корея                                           | 3–0      | США |
| -------------------------------------------------------- | -------- | --- |
| Кім Йон Гвон 23' Кім Бо Гьон 42' Ку Джа Чхоль 75' (пен.) | Протокол |     |

| Міжнародний стадіон Мубарака, Суец Глядачів: 27,000 Арбітр: Роберто Розетті (Італія) |

### Група D
| Поз | Команда    | І | В | Н | П | ГЗ | ГП | РГ | О | Кваліфікація    |
| --- | ---------- | - | - | - | - | -- | -- | -- | - | --------------- |
| 1   | Гана       | 3 | 2 | 1 | 0 | 8  | 3  | +5 | 7 | Вихід в плей-оф |
| 2   | Уругвай    | 3 | 2 | 1 | 0 | 6  | 2  | +4 | 7 | Вихід в плей-оф |
| 3   | Узбекистан | 3 | 0 | 1 | 2 | 2  | 6  | −4 | 1 |                 |
| 4   | Англія     | 3 | 0 | 1 | 2 | 1  | 6  | −5 | 1 |                 |

| 26 вересня 2009 18:45 UTC+2 |

| Гана              | 2–1      | Узбекистан  |
| ----------------- | -------- | ----------- |
| Осей 60' Адія 75' | Протокол | Карімов 47' |

| Ісмаїлія, Ісмаїлія Глядачів: 12,500 Арбітр: Альберто Ундіано Мальєнко (Іспанія) |

| 26 вересня 2009 21:30 UTC+2 |

| Англія | 0–1      | Уругвай    |
| ------ | -------- | ---------- |
|        | Протокол | В'юдес 84' |

| Ісмаїлія, Ісмаїлія Глядачів: 10,000 Арбітр: Олегаріу Бенкеренса (Португалія) |

| 29 вересня 2009 18:45 UTC+2 |

| Уругвай                                 | 3–0      | Узбекистан |
| --------------------------------------- | -------- | ---------- |
| Лодейро 28' Урретабіская 62' Гарсія 83' | Протокол |            |

| Ісмаїлія, Ісмаїлія Глядачів: 13,000 Арбітр: Роберто Розетті (Італія) |

| 29 вересня 2009 21:30 UTC+2 |

| Гана                          | 4–0      | Англія |
| ----------------------------- | -------- | ------ |
| Адія 38', 88' Аю 57' Осей 82' | Протокол |        |

| Ісмаїлія, Ісмаїлія Глядачів: 13,000 Арбітр: Юїті Нісімура (Японія) |

| 2 жовтня 2009 21:30 UTC+2 |

| Уругвай                    | 2–2      | Гана               |
| -------------------------- | -------- | ------------------ |
| Лодейро 74' Ернандес 90+1' | Протокол | Рабіу 54' Осей 70' |

| Ісмаїлія, Ісмаїлія Глядачів: 11,000 Арбітр: Іван Бебек (Хорватія) |

| 2 жовтня 2009 21:30 UTC+2 |

| Узбекистан | 1–1      | Англія     |
| ---------- | -------- | ---------- |
| Нагаєв 77' | Протокол | Німелі 88' |

| Міжнародний стадіон Мубарака, Суец Глядачів: 27,000 Арбітр: Оскар Руїс (Колумбія) |

### Група E
| Поз | Команда    | І | В | Н | П | ГЗ | ГП | РГ | О | Кваліфікація    |
| --- | ---------- | - | - | - | - | -- | -- | -- | - | --------------- |
| 1   | Бразилія   | 3 | 2 | 1 | 0 | 8  | 1  | +7 | 7 | Вихід в плей-оф |
| 2   | Чехія      | 3 | 2 | 1 | 0 | 5  | 3  | +2 | 7 | Вихід в плей-оф |
| 3   | Коста-Рика | 3 | 1 | 0 | 2 | 5  | 8  | −3 | 3 | Вихід в плей-оф |
| 4   | Австралія  | 3 | 0 | 0 | 3 | 2  | 8  | −6 | 0 |                 |

| 27 вересня 2009 16:00 UTC+2 |

| Бразилія                                                       | 5–0      | Коста-Рика |
| -------------------------------------------------------------- | -------- | ---------- |
| Алан Кардек 24', 44' Жуліано 35' Алекс Тейшейра 75' Бокіта 89' | Протокол |            |

| Порт-Саїд, Порт-Саїд Глядачів: 16,000 Арбітр: Томас Айнваллер (Австрія) |

| 27 вересня 2009 18:45 UTC+2 |

| Чехія                          | 2–1      | Австралія             |
| ------------------------------ | -------- | --------------------- |
| Рабушиц 50' Пекгарт 89' (пен.) | Протокол | Голланд 90 +4' (пен.) |

| Порт-Саїд, Порт-Саїд Глядачів: 15,634 Арбітр: Марко Родрігес (Мексика) |

| 30 вересня 2009 16:00 UTC+2 |

| Австралія | 0–3      | Коста-Рика                                |
| --------- | -------- | ----------------------------------------- |
|           | Протокол | Мадрігаль 35' Девер 82' (аг) Гусман 90+3' |

| Порт-Саїд, Порт-Саїд Глядачів: 17,200 Арбітр: Мохамед Бенуза (Алжир) |

| 30 вересня 2009 18:45 UTC+2 |

| Бразилія | 0–0      | Чехія |
| -------- | -------- | ----- |
|          | Протокол |       |

| Порт-Саїд, Порт-Саїд Глядачів: 17,200 Арбітр: Альберто Ундіано Мальєнко (Іспанія) |

| 3 жовтня 2009 21:30 UTC+2 |

| Коста-Рика                         | 2–3      | Чехія                          |
| ---------------------------------- | -------- | ------------------------------ |
| Естрада 49' (пен.) Х. Мартінес 61' | Протокол | Храмоста 11', 86' Вошаглік 77' |

| Александрія, Александрія Глядачів: 9,000 Арбітр: Олегаріу Бенкеренса (Португалія) |

| 3 жовтня 2009 21:30 UTC+2 |

| Австралія | 1–3      | Бразилія                            |
| --------- | -------- | ----------------------------------- |
| Муй 14'   | Протокол | Сіро 34' Дуглас Коста 62' Гансо 81' |

| Порт-Саїд, Порт-Саїд Глядачів: 16,200 Арбітр: Франк Де Блекере (Бельгія) |

### Група F
| Поз | Команда  | І | В | Н | П | ГЗ | ГП | РГ | О | Кваліфікація    |
| --- | -------- | - | - | - | - | -- | -- | -- | - | --------------- |
| 1   | Угорщина | 3 | 2 | 0 | 1 | 6  | 3  | +3 | 6 | Вихід в плей-оф |
| 2   | ОАЕ      | 3 | 1 | 1 | 1 | 3  | 4  | −1 | 4 | Вихід в плей-оф |
| 3   | ПАР      | 3 | 1 | 1 | 1 | 4  | 6  | −2 | 4 | Вихід в плей-оф |
| 4   | Гондурас | 3 | 1 | 0 | 2 | 3  | 3  | 0  | 3 |                 |

| 27 вересня 2009 18:45 UTC+2 |

| ОАЕ                                 | 2–2      | ПАР              |
| ----------------------------------- | -------- | ---------------- |
| Аль-Камалі 90+1' (пен.) Авана 90+3' | Протокол | Ерасмус 54', 72' |

| Александрія, Александрія Глядачів: 14,000 Арбітр: Хоель Агілар (Сальвадор) |

| 27 вересня 2009 21:30 UTC+2 |

| Гондурас                          | 3–0      | Угорщина |
| --------------------------------- | -------- | -------- |
| М. Мартінес 35', 70' Перальта 84' | Протокол |          |

| Александрія, Александрія Глядачів: 14,000 Арбітр: Едді Має (Сейшели) |

| 30 вересня 2009 18:45 UTC+2 |

| Угорщина                                                 | 4–0      | ПАР |
| -------------------------------------------------------- | -------- | --- |
| Корчмар 49' Коман 55' (пен.) Дебрецені 71' Презінгер 90' | Протокол |     |

| Александрія, Александрія Глядачів: 12,000 Арбітр: Ектор Бальдассі (Аргентина) |

| 30 вересня 2009 21:30 UTC+2 |

| ОАЕ       | 1–0      | Гондурас |
| --------- | -------- | -------- |
| Халіл 41' | Протокол |          |

| Александрія, Александрія Глядачів: 12,000 Арбітр: Олегаріу Бенкеренса (Португалія) |

| 3 жовтня 2009 18:45 UTC+2 |

| Угорщина            | 2–0      | ОАЕ |
| ------------------- | -------- | --- |
| Немет 19' Коман 23' | Протокол |     |

| Александрія, Александрія Глядачів: 9,000 Арбітр: Пітер О'Лірі (Нова Зеландія) |

| 3 жовтня 2009 18:45 UTC+2 |

| ПАР                  | 2–0      | Гондурас |
| -------------------- | -------- | -------- |
| Джалі 31' Кумало 46' | Протокол |          |

| Порт-Саїд, Порт-Саїд Глядачів: 16,200 Арбітр: Хорхе Ларріонда (Уругвай) |

### Рейтинг третіх місць
| Поз | Груп | Команда    | І | В | Н | П | ГЗ | ГП | РГ | О | Кваліфікація   |
| --- | ---- | ---------- | - | - | - | - | -- | -- | -- | - | -------------- |
| 1   | A    | Італія     | 3 | 1 | 1 | 1 | 4  | 5  | −1 | 4 | Knockout stage |
| 2   | F    | ПАР        | 3 | 1 | 1 | 1 | 4  | 6  | −2 | 4 | Knockout stage |
| 3   | B    | Нігерія    | 3 | 1 | 0 | 2 | 5  | 3  | +2 | 3 | Knockout stage |
| 4   | E    | Коста-Рика | 3 | 1 | 0 | 2 | 5  | 8  | −3 | 3 | Knockout stage |
| 5   | C    | США        | 3 | 1 | 0 | 2 | 4  | 7  | −3 | 3 |                |
| 6   | D    | Узбекистан | 3 | 0 | 1 | 2 | 2  | 6  | −4 | 1 |                |

## Плей-оф
|  | 1/8 фіналу                  | 1/8 фіналу            |                       |       | Чвертьфінали | Чвертьфінали |                       |                       | Півфінали | Півфінали |  |  | Фінал | Фінал |
|  |                             |                       |                       |       |              |              |                       |                       |           |           |  |  |       |       |
|  | 5 жовтня 2009 — Каїр        |                       |                       |       |              |              |                       |                       |           |           |  |  |       |       |
|  |                             |                       |                       |       |              |              |                       |                       |           |           |  |  |       |       |
|  | Парагвай                    | 0                     |                       |       |              |              |                       |                       |           |           |  |  |       |       |
|  | Парагвай                    | 0                     | 9 жовтня 2009 — Суец  |       |              |              |                       |                       |           |           |  |  |       |       |
|  | Південна Корея              | 3                     |                       |       |              |              |                       |                       |           |           |  |  |       |       |
|  | Південна Корея              | 3                     | Південна Корея        | 2     |              |              |                       |                       |           |           |  |  |       |       |
|  | 6 жовтня 2009 — Ісмаїлія    |                       | Південна Корея        | 2     |              |              |                       |                       |           |           |  |  |       |       |
|  |                             | Гана                  | 3                     |       |              |              |                       |                       |           |           |  |  |       |       |
|  | Гана                        | Гана                  | 3                     | 2     |              |              |                       |                       |           |           |  |  |       |       |
|  | Гана                        |                       | 13 жовтня 2009 — Каїр | 2     |              |              |                       |                       |           |           |  |  |       |       |
|  | ПАР                         | 1                     |                       |       |              |              |                       |                       |           |           |  |  |       |       |
|  | ПАР                         | 1                     | Гана                  | 3     |              |              |                       |                       |           |           |  |  |       |       |
|  | 5 жовтня 2009 — Каїр        |                       | Гана                  | 3     |              |              |                       |                       |           |           |  |  |       |       |
|  |                             | Угорщина              | 2                     |       |              |              |                       |                       |           |           |  |  |       |       |
|  | Іспанія                     | Угорщина              | 2                     | 1     |              |              |                       |                       |           |           |  |  |       |       |
|  | Іспанія                     | 9 жовтня 2009 — Суец  |                       | 1     |              |              |                       |                       |           |           |  |  |       |       |
|  | Італія                      | 3                     |                       |       |              |              |                       |                       |           |           |  |  |       |       |
|  | Італія                      | 3                     | Італія                | 2     |              |              |                       |                       |           |           |  |  |       |       |
|  | 6 жовтня 2009 — Александрія |                       | Італія                | 2     |              |              |                       |                       |           |           |  |  |       |       |
|  |                             | Угорщина              | 3                     |       |              |              |                       |                       |           |           |  |  |       |       |
|  | Угорщина                    | Угорщина              | 3                     | 2 (4) |              |              |                       |                       |           |           |  |  |       |       |
|  | Угорщина                    |                       | 16 жовтня 2009 — Каїр | 2 (4) |              |              |                       |                       |           |           |  |  |       |       |
|  | Чехія                       | 2 (3)                 |                       |       |              |              |                       |                       |           |           |  |  |       |       |
|  | Чехія                       | 2 (3)                 | Гана                  | 0 (4) |              |              |                       |                       |           |           |  |  |       |       |
|  | 7 жовтня 2009 — Порт-Саїд   |                       | Гана                  | 0 (4) |              |              |                       |                       |           |           |  |  |       |       |
|  |                             | Бразилія              | 0 (3)                 |       |              |              |                       |                       |           |           |  |  |       |       |
|  | Бразилія                    | Бразилія              | 0 (3)                 | 3     |              |              |                       |                       |           |           |  |  |       |       |
|  | Бразилія                    | 10 жовтня 2009 — Каїр |                       | 3     |              |              |                       |                       |           |           |  |  |       |       |
|  | Уругвай                     | 1                     |                       |       |              |              |                       |                       |           |           |  |  |       |       |
|  | Уругвай                     | 1                     | Бразилія              | 2     |              |              |                       |                       |           |           |  |  |       |       |
|  | 7 жовтня 2009 — Суец        |                       | Бразилія              | 2     |              |              |                       |                       |           |           |  |  |       |       |
|  |                             | Німеччина             | 1                     |       |              |              |                       |                       |           |           |  |  |       |       |
|  | Німеччина                   | Німеччина             | 1                     | 3     |              |              |                       |                       |           |           |  |  |       |       |
|  | Німеччина                   |                       | 13 жовтня 2009 — Каїр | 3     |              |              |                       |                       |           |           |  |  |       |       |
|  | Нігерія                     | 2                     |                       |       |              |              |                       |                       |           |           |  |  |       |       |
|  | Нігерія                     | 2                     | Бразилія              | 1     |              |              |                       |                       |           |           |  |  |       |       |
|  | 7 жовтня 2009 — Суец        |                       | Бразилія              | 1     |              |              |                       |                       |           |           |  |  |       |       |
|  |                             | Коста-Рика            | 0                     |       | Фінал        | Фінал        |                       |                       |           |           |  |  |       |       |
|  | Венесуела                   | Коста-Рика            | 0                     | 1     | Фінал        | Фінал        |                       |                       |           |           |  |  |       |       |
|  | Венесуела                   | 10 жовтня 2009 — Каїр | 10 жовтня 2009 — Каїр | 1     |              |              | 16 жовтня 2009 — Каїр | 16 жовтня 2009 — Каїр |           |           |  |  |       |       |
|  | ОАЕ                         | 10 жовтня 2009 — Каїр | 10 жовтня 2009 — Каїр | 2     |              |              | 16 жовтня 2009 — Каїр | 16 жовтня 2009 — Каїр |           |           |  |  |       |       |
|  | ОАЕ                         | ОАЕ                   | 1                     | 2     | Угорщина     | 1 (2)        |                       |                       |           |           |  |  |       |       |
|  | 6 жовтня 2009 — Каїр        | ОАЕ                   | 1                     |       | Угорщина     | 1 (2)        |                       |                       |           |           |  |  |       |       |
|  |                             | Коста-Рика            | 2                     |       | Коста-Рика   | 1 (0)        |                       |                       |           |           |  |  |       |       |
|  | Єгипет                      | Коста-Рика            | 2                     | 0     | Коста-Рика   | 1 (0)        |                       |                       |           |           |  |  |       |       |
|  | Єгипет                      |                       |                       | 0     |              |              |                       |                       |           |           |  |  |       |       |
|  | Коста-Рика                  | 2                     |                       |       |              |              |                       |                       |           |           |  |  |       |       |
|  | Коста-Рика                  | 2                     |                       |       |              |              |                       |                       |           |           |  |  |       |       |

### 1/8 фіналу
| 5 жовтня 2009 16:30 |

| Іспанія          | 1 – 3    | Італія                           |
| ---------------- | -------- | -------------------------------- |
| Аарон 66' (пен.) | Протокол | Мустаккіо 55', 87' Маццарані 61' |

| Аль-Салам Глядачів: 6,150 Арбітр: Ектор Бальдассі (Аргентина) |

| 5 жовтня 2009 20:00 |

| Парагвай | 0 – 3    | Південна Корея                     |
| -------- | -------- | ---------------------------------- |
|          | Протокол | Кім Бо Гьон 55' Кім Мін У 60', 70' |

| Каїрський міжнародний стадіон, Каїр Глядачів: 10,720 Арбітр: Мохамед Бенуза (Алжир) |

| 6 жовтня 2009 16:30 |

| Гана            | 2 – 1    | ПАР         |
| --------------- | -------- | ----------- |
| Аю 66' Адія 99' | Протокол | Ерасмус 58' |

| Ісмаїлія, Ісмаїлія Глядачів: 10,000 Арбітр: Пітер О'Лірі (Нова Зеландія) |

| 6 жовтня 2009 20:00 |

| Єгипет | 0 – 2    | Коста-Рика          |
| ------ | -------- | ------------------- |
|        | Протокол | Мена 21' Уренья 88' |

| Каїрський міжнародний стадіон, Каїр Глядачів: 81,860 Арбітр: Томас Айнваллер (Австрія) |

| 6 жовтня 2009 20:00 |

| Угорщина                                             | 2 – 2    | Чехія                                                       |
| ---------------------------------------------------- | -------- | ----------------------------------------------------------- |
| Кішш 15' Коман 99'                                   | Протокол | Вошаглік 26' Рабушиц 92'                                    |
|                                                      | Пенальті |                                                             |
| Презінгер · Коман · Сабо · Гостоні · Немет · Балайті | 4 – 3    | Маречек · Рабушиц · Челустка · Вошаглік · Моравек · Ржезник |

| Александрія, Александрія Глядачів: 7,000 Арбітр: Субхіддін Мохд Саллех, Малайзія |

| 7 жовтня 2009 16:30 |

| Бразилія                                | 3 – 1    | Уругвай          |
| --------------------------------------- | -------- | ---------------- |
| Алан Кардек 22' Алекс Тейшейра 24', 31' | Протокол | Урретабіская 36' |

| Порт-Саїд, Порт-Саїд Глядачів: 11,200 Арбітр: Марко Родрігес (Мексика) |

| 7 жовтня 2009 16:30 |

| Венесуела  | 1 – 2    | ОАЕ                 |
| ---------- | -------- | ------------------- |
| Рондон 12' | Протокол | Ахмед 22' Халіл 83' |

| Міжнародний стадіон Мубарака, Суец Глядачів: 26,000 Арбітр: Едді Має (Сейшели) |

| 7 жовтня 2009 20:00 |

| Німеччина                      | 3 – 2    | Нігерія               |
| ------------------------------ | -------- | --------------------- |
| Копплін 52', 90+3' Вранчич 75' | Протокол | Учечі 51' Ібрагім 68' |

| Міжнародний стадіон Мубарака, Суец Глядачів: 26,000 Арбітр: Хорхе Ларріонда (Уругвай) |

### Чвертьфінали
| 9 жовтня 2009 16:30 |

| Південна Корея                   | 2 – 3    | Гана                  |
| -------------------------------- | -------- | --------------------- |
| Парк Хі Сьон 31' Кім Дон Суб 82' | Протокол | Адія 8', 78' Осей 28' |

| Міжнародний стадіон Мубарака, Суец Глядачів: 31,000 Арбітр: Хоель Агілар (Сальвадор) |

| 9 жовтня 2009 20:00 |

| Італія                        | 2 – 3    | Угорщина                         |
| ----------------------------- | -------- | -------------------------------- |
| Маццотта 82' Бонавентура 113' | Протокол | Коман 2' (пен.) Немет 112', 117' |

| Міжнародний стадіон Мубарака, Суец Глядачів: 31,000 Арбітр: Оскар Руїс (Колумбія) |

| 10 жовтня 2009 16:30 |

| Бразилія        | 2 – 1    | Німеччина  |
| --------------- | -------- | ---------- |
| Майкон 88', 91' | Протокол | Голтбі 73' |

| Каїрський міжнародний стадіон, Каїр Глядачів: 32,935 Арбітр: Роберто Розетті (Італія) |

| 10 жовтня 2009 20:00 |

| ОАЕ     | 1 – 2    | Коста-Рика                    |
| ------- | -------- | ----------------------------- |
| Алі 33' | Протокол | Х. Мартінес 37' Уренья 120+2' |

| Каїрський міжнародний стадіон, Каїр Глядачів: 32,935 Арбітр: Іван Бебек (Хорватія) |

### Півфінали
| 13 жовтня 2009 16:30 |

| Гана                     | 3 – 2    | Угорщина              |
| ------------------------ | -------- | --------------------- |
| Адія 10', 31' Кванса 81' | Протокол | Футач 73' Балайті 84' |

| Каїрський міжнародний стадіон, Каїр Глядачів: 39,812 Арбітр: Хорхе Ларріонда (Уругвай) |

| 13 жовтня 2009 20:00 |

| Бразилія        | 1 – 0    | Коста-Рика |
| --------------- | -------- | ---------- |
| Алан Кардек 67' | Протокол |            |

| Каїрський міжнародний стадіон, Каїр Глядачів: 39,812 Арбітр: Альберто Ундіано Мальєнко (Іспанія) |

### Матч за третє місце
| 16 жовтня 2009 17:00 |

| Угорщина              | 1 – 1    | Коста-Рика                         |
| --------------------- | -------- | ---------------------------------- |
| Коман 90+1' (пен.)    | Протокол | Уренья 81'                         |
|                       | Пенальті |                                    |
| Немет · Коман · Варга | 2 – 0    | Естрада · Гамбоа · Луна · Ернандес |

| Каїрський міжнародний стадіон, Каїр Глядачів: 67,814 Арбітр: Юїті Нісімура (Японія) |

### Фінал
| 16 жовтня 2009 20:00 |

| Гана                                             | 0 – 0    | Бразилія                                                         |
| ------------------------------------------------ | -------- | ---------------------------------------------------------------- |
|                                                  | Протокол |                                                                  |
|                                                  | Пенальті |                                                                  |
| Аю · Інкум · Менса · Адде · Адія · Аг'єманг-Баду | 4 – 3    | Алан Кардек · Жуліано · Дуглас Коста · Соуза · Майкон · Тейшейра |

| Каїрський міжнародний стадіон, Каїр Глядачів: 67,814 Арбітр: Франк Де Блекере (Бельгія) |

| Гана | Бразилія |

| ГАНА:            |    |                         |     |      |
|                  |    |                         |     |      |
| GK               | 1  | Деніел Аджей            |     |      |
| DF               | 2  | Самуель Інкум           |     |      |
| DF               | 4  | Джонатан Менса          |     |      |
| DF               | 5  | Даніель Аддо            | 37' |      |
| DF               | 6  | Давід Адді              |     |      |
| MF               | 7  | Абейку Кванса           |     | 107' |
| MF               | 8  | Еммануель Аг'єманг-Баду |     |      |
| MF               | 10 | Андре Аю (к)            |     |      |
| MF               | 13 | Мохаммед Рабіу          |     | 101' |
| FW               | 18 | Ренсфорд Осей           |     | 65'  |
| FW               | 20 | Домінік Адія            |     |      |
| Заміни:          |    |                         |     |      |
| DF               | 12 | Ганді Кассену           |     | 65'  |
| DF               | 19 | Брайт Адде              |     | 101' |
| MF               | 9  | Агеман Опоку            |     | 107' |
| Головний тренер: |    |                         |     |      |
| Селлас Тетте     |    |                         |     |      |

| Бразилія:        |    |                   |      |     |
|                  |    |                   |      |     |
| GK               | 1  | Рафаел Пірес      |      |     |
| DF               | 2  | Дуглас            | 30'  | 41' |
| DF               | 3  | Далтон            |      |     |
| DF               | 4  | Рафаел Толой      |      |     |
| DF               | 5  | Ренан             |      | 75' |
| DF               | 6  | Діого Сілвестре   |      |     |
| MF               | 7  | Алекс Тейшейра    | 27'  |     |
| MF               | 10 | Жуліано (к)       |      |     |
| MF               | 11 | Гансо             |      | 64' |
| MF               | 17 | Соуза             | 111' |     |
| FW               | 9  | Алан Кардек       |      |     |
| Заміни:          |    |                   |      |     |
| DF               | 15 | Веллінгтон Жуніор |      | 41' |
| MF               | 13 | Дуглас Коста      |      | 64' |
| FW               | 19 | Майкон            |      | 75' |
| Головний тренер: |    |                   |      |     |
| Рожеріо Лоуренсо |    |                   |      |     |

| Помічники арбітра: Петер Германс (Бельгія) Вальтер Вроманс (Бельгія) Четвертий арбітр: Альберто Ундіано Мальєнко (Іспанія) П'ятий арбітр: Фермін Мартінес (Іспанія) |

## Нагороди
По завершенні турніру були оголошені такі нагороди:
| Золотий м'яч       | Срібний м'яч    | Бронзовий м'яч |
| ------------------ | --------------- | -------------- |
| Домінік Адія       | Алекс Тейшейра  | Жуліано        |
| Золотий бутс       | Срібний бутс    | Бронзовий бутс |
| Домінік Адія       | Володимир Коман | Аарон Ньїгес   |
| 8 голів            | 5 голів         | 4 голи         |
| Золота рукавичка   |                 |                |
| Естебан Альварадо  |                 |                |
| Нагорода Fair Play |                 |                |
| Бразилія           |                 |                |

## Найкращі бомбардири
8 голів
- Домінік Адія

5 голів
- Володимир Коман

4 голи
- Алан Кардек
- Ренсфорд Осей
- Аарон Ньїгес
- Йонатан Дель Валлє
- Саломон Рондон

3 голи
- Алекс Тейшейра
- Марко Уренья
- Крістіан Немет
- Керміт Ерасмус
- Кім Мін У
- Фран Меріда

2 голи
- Майкон
- Хосуе Мартінес
- Ян Храмоста
- Міхаель Рабушиц
- Ян Вошаглік
- Мустафа Афрото
- Хоссам Арафат
- Богі
- Ахмед Шукрі
- Семіх Айділек
- Льюїс Голтбі
- Бйорн Копплін
- Річард Сукута-Пасу
- Андре Аю
- Маріо Мартінес
- Мікеланджело Альбертацці
- Маттіа Мустаккіо
- Кім Бо Гьон
- Андер Еррера
- Кіке
- Еміліо Нсуе
- Ахмед Халіл
- Ніколас Лодейро
- Хонатан Урретабіская

1 гол
- Джеймс Голланд
- Аарон Муй
- Бокіта
- Сіро
- Дуглас Коста
- Жуліано
- Гансо
- Андре Аконо Еффа
- Жермен Тіко
- Яя Банана
- Дієго Естрада
- Давід Гусман
- Дієго Мадрігаль
- Хосе Мена
- Томаш Пекгарт
- Мохамед Талаат
- Алекс Німелі
- Флоріан Юнгвірт
- Мануель Шаффлер
- Маріо Вранчич
- Абейку Кванса
- Мохаммед Рабіу
- Арнольд Перальта
- Адам Балайті
- Андраш Дебрецені
- Марко Футач
- Мате Кішш
- Жолт Корчмар
- Адам Презінгер
- Джакомо Бонавентура
- Умберто Еусепі
- Андреа Маццарані
- Антоніо Маццотта
- Сільвано Раджо Гарібальді
- Деніел Адеджо
- Ібок Едет
- Кехінде Фатаї
- Рабіу Ібрагім
- Нванкво Обіора
- Нурудін Орелесі
- Денні Учечі
- Альдо Паніагуа
- Федеріко Сантандер
- Анділе Джалі
- Сібусісо Кумало
- Кім Дон Суб
- Кім Йон Гвон
- Ку Джа Чхоль
- Парк Хі Сьон
- Дані Парехо
- Джума Кларенс
- Жан-Люк Рошфор
- Мохамед Ахмед
- Ахмед Алі
- Хамдан Аль-Камалі
- Зеяб Авана
- Браян Аргес
- Діллі Дука
- Браян Овнбі
- Тоні Тейлор
- Сантьяго Гарсія
- Абель Ернандес
- Табаре В'юдес
- Шерзод Карімов
- Іван Нагаєв
- Оскар Рохас
- Хосе Веласкес

1 автогол
- Люк Девер (проти Коста-Рики)

## Підсумкова таблиця
| М                              | Збірна            | І | В | Н | П | ГЗ | ГП | РГ  | О  |
| ------------------------------ | ----------------- | - | - | - | - | -- | -- | --- | -- |
| 1                              | Гана              | 7 | 5 | 2 | 0 | 16 | 8  | +8  | 17 |
| 2                              | Бразилія          | 7 | 5 | 2 | 0 | 14 | 3  | +11 | 17 |
| 3                              | Угорщина          | 7 | 3 | 2 | 2 | 14 | 11 | +3  | 11 |
| 4                              | Коста-Рика        | 7 | 3 | 1 | 3 | 10 | 11 | –1  | 10 |
| Вибули в чвертьфіналі          |                   |   |   |   |   |    |    |     |    |
| 5                              | Німеччина         | 5 | 3 | 1 | 1 | 11 | 5  | +6  | 10 |
| 6                              | Південна Корея    | 5 | 2 | 1 | 2 | 9  | 6  | +3  | 7  |
| 7                              | Італія            | 5 | 2 | 1 | 2 | 9  | 9  | 0   | 7  |
| 8                              | ОАЕ               | 5 | 2 | 1 | 2 | 6  | 7  | –1  | 7  |
| Вибули в 1/8 фіналу            |                   |   |   |   |   |    |    |     |    |
| 9                              | Іспанія           | 4 | 3 | 0 | 1 | 14 | 3  | +11 | 9  |
| 10                             | Чехія             | 4 | 2 | 2 | 0 | 7  | 5  | +2  | 8  |
| 11                             | Уругвай           | 4 | 2 | 1 | 1 | 7  | 5  | +2  | 7  |
| 12                             | Венесуела         | 4 | 2 | 0 | 2 | 10 | 5  | +5  | 6  |
| 13                             | Єгипет            | 4 | 2 | 0 | 2 | 9  | 7  | +2  | 6  |
| 14                             | Парагвай          | 4 | 1 | 2 | 1 | 2  | 4  | –2  | 5  |
| 15                             | ПАР               | 4 | 1 | 1 | 2 | 5  | 8  | –3  | 4  |
| 16                             | Нігерія           | 4 | 1 | 0 | 3 | 7  | 6  | +1  | 3  |
| Вибули після групового турніру |                   |   |   |   |   |    |    |     |    |
| 17                             | Гондурас          | 3 | 1 | 0 | 2 | 3  | 3  | 0   | 3  |
| 18                             | США               | 3 | 1 | 0 | 2 | 4  | 7  | –3  | 3  |
| 19                             | Камерун           | 3 | 1 | 0 | 2 | 3  | 7  | –4  | 3  |
| 20                             | Узбекистан        | 3 | 0 | 1 | 2 | 2  | 6  | –4  | 1  |
| 20                             | Тринідад і Тобаго | 3 | 0 | 1 | 2 | 2  | 6  | –4  | 1  |
| 22                             | Англія            | 3 | 0 | 1 | 2 | 1  | 6  | –5  | 1  |
| 23                             | Австралія         | 3 | 0 | 0 | 3 | 2  | 8  | –6  | 0  |
| 24                             | Таїті             | 3 | 0 | 0 | 3 | 0  | 21 | –21 | 0  |